# Almosmühle (Walting)
Die Almosmühle ist eine Einöde um eine ehemalige Getreidemühle im Altmühltal in der Gemeinde Walting (Landkreis Eichstätt).

## Lage
Die Einöde liegt an der Verbindungsstraße zwischen Pfünz und Inching, eingezwängt zwischen der Altmühl und ihrem nördlichen Talrand, etwa einen Kilometer von Pfünz entfernt.

## Beschreibung

### Karstquellen

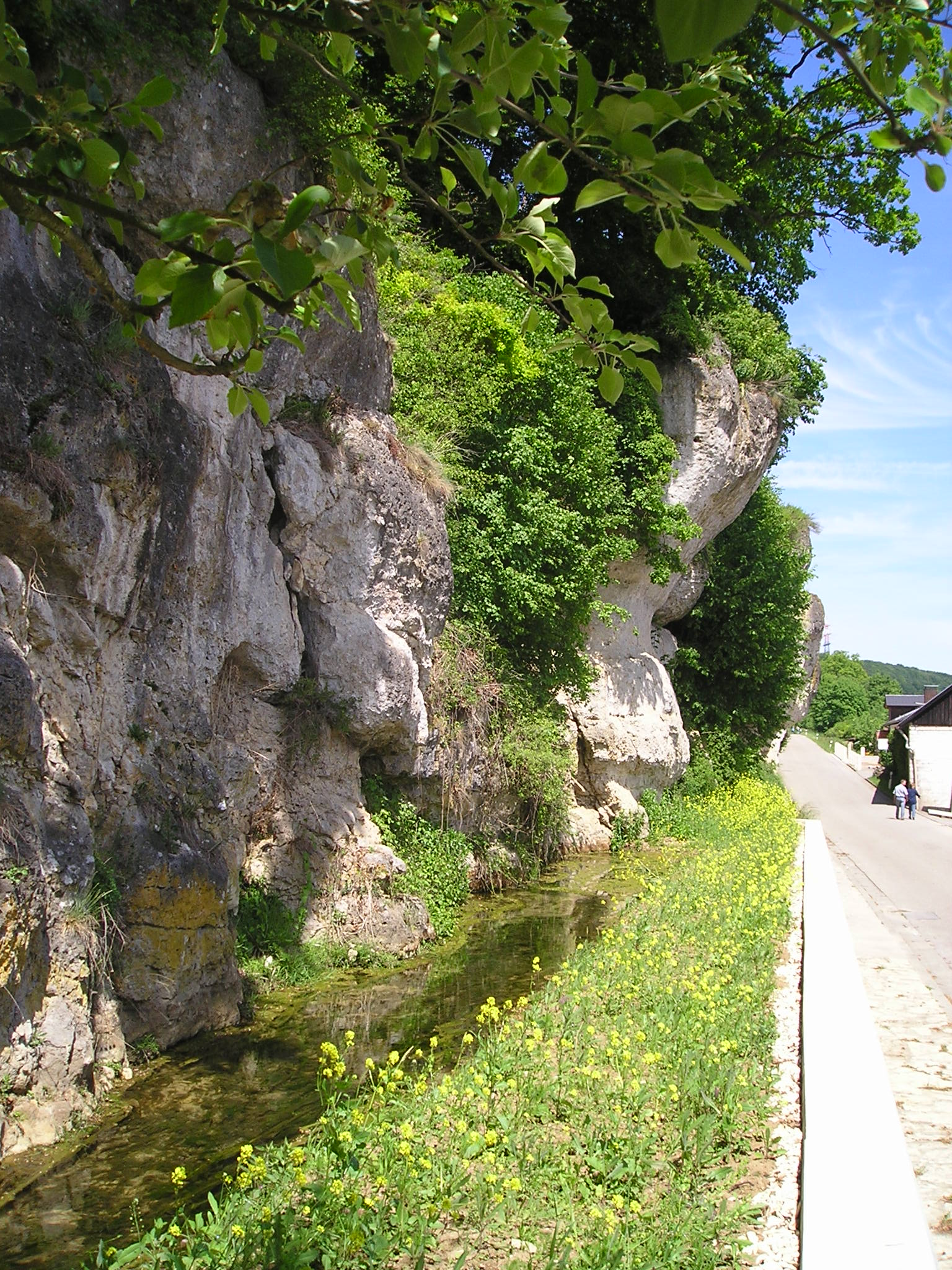
Dolomitfelsen mit Karstquellen im Bereich der Almosmühle

Am Fuß eines mächtigen, überhängenden und von der Urdonau ausgewaschenen Dolomitfelsens treten hier in 400 Meter Höhe über NN fünf Karstquellen hervor, die, zu einem Bach zusammengeführt, einst eine Mühle antrieben. Die Schüttung beträgt 35 Liter pro Sekunde. Für die Almosmühler Serie von Quellaustritten aus Klüften im Malm Delta haben Tracerversuche ergeben, dass sie Verbindungen zu Ponordolinen auf der Hochfläche haben. Das klare Quellwasser, dessen Temperatur nie über 10 °C steigt und zur Altmühl abfließt, ist von einem reichen Vorkommen an Wasser- und Uferpflanzen, z. B. der Wassersellerie/Aufrechte Berle (Berula erecta), deren gefiederte Blätter zum Teil unter Wasser wachsen, des Sumpfvergißmeinnicht (Myosotis pahestris) und der Wasserminze (Mentha aquatica) umgeben. Dieser Bewuchs deutet auf Nährstoffreichtum und damit auf Verunreinigung des Wassers im Quelleinzugsgebiet auf der wasserdurchlässigen Albhochfläche hin. Zwischen den Wasserpflanzen leben bis zu zwei Zentimeter lange Flohkrebse. Die Quellsituation gilt als eines von über 2000 bayerischen Geotopen und hat die Nummer 176Q001.

### Mühle
Heute wird in der ehemaligen Mühle Landwirtschaft betrieben; außerdem kann man hier „Urlaub auf dem Bauernhof“ buchen. Auf der Jurahochfläche oberhalb der Almosmühle betreibt das nahe Jugendhaus Schloss Pfünz des Bistums Eichstätt seit den 1950er Jahren einen heute aus Holzhütten bestehenden Jugendzeltplatz.

## Geschichte
Die Mühle wurde 1282 erstmals urkundlich erwähnt, als die Truchsessen von Pfünz dem Eichstätter Bischof Reimboto eine Wiese bei der „Almusenmühle“ verpfändeten. Bis 1930 war sie in Betrieb, dann nutzte man die Wasserkraft bis 1957 zur Stromgewinnung. Seit 1974/75, als man die zwischen Mühle und Felsen führende Straße ausbaute, die heute gleichzeitig als Altmühltal-Radwanderweg dient, tritt eine der Quellen im Hof des Anwesens unter dem Straßenniveau hervor. Die anderen vier Quellen werden vereint unter der Straße zum Talgrund hin abgeleitet.
Die Almosmühle gehörte zur Gemeinde Pfünz und wurde mit dieser im Zuge der Gebietsreform in Bayern am 1. Januar 1972 in die Gemeinde Walting eingegliedert.